# ミズハコベ
ミズハコベ（Callitriche palustris）は、オオバコ科の植物。水田雑草としても知られる。

## 分布
日本やヨーロッパなど北半球の温帯に広く分布する。湿地や水田、湖沼などでみられる。

## 特徴

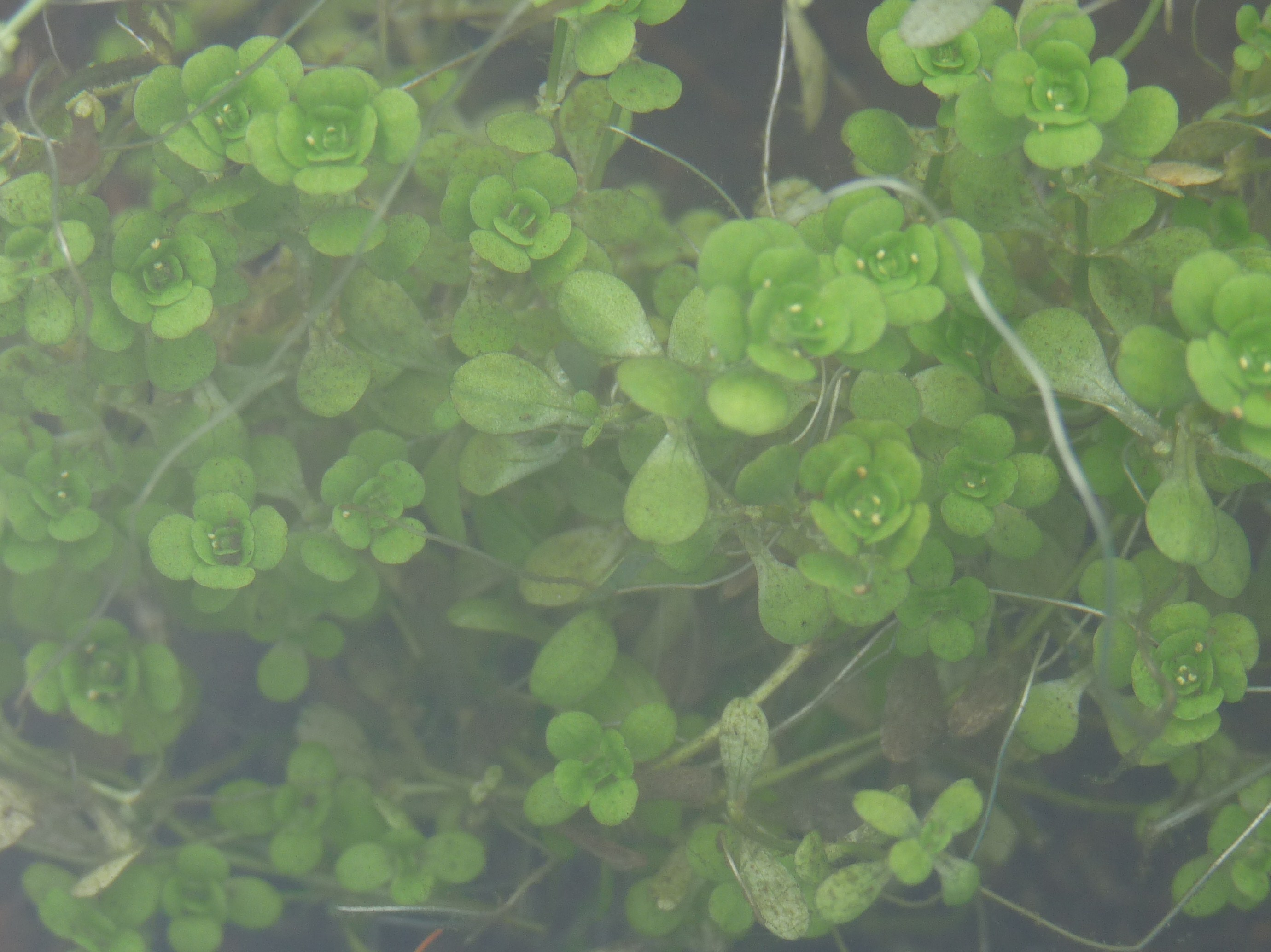
浮葉

通常多年草として生育している。水中でも湿った陸上でも生育できる。葉の形態は可塑性に富み、水中では線形の沈水葉を展開し、陸上では狭卵形の気中葉を形成する。また丸い浮葉を形成することもある。葉の長さは7-20mm。
花は1年を通じて開花し、目立たない花を葉腋に1つつける。水中でも開花、結実するため、水中媒を行っているものと考えられている。果実は軍配型で、中に多くの種子が詰まっている。
染色体数は2n=20。

## 利害
特に利用されない。水田に発生した場合、水田雑草として扱われることもある。